# Locris similis
Locris similis är en insektsart som beskrevs av Henri Schouteden 1901. Locris similis ingår i släktet Locris och familjen spottstritar. Inga underarter finns listade i Catalogue of Life.